# Inderdel
Inderdel eller indmad er den indvendige del af noget. Afledt af indmad = indvolde, altså overført betydning.

## Eksempler på brug
- Al indmad er ved renoveringen udskiftet i bygningen (det indvendige, inderdelen)
- Sækkestolens indmad var skumkugler
- Skumgummi kan bruges som indmad (fyld) i puder og tøjdyr
- Raketten har to radiosendere som den vigtigste indmad
- Den elektroniske indmad af apparaterne var ens processorer, samme størrelse hukommelse etc.
- Dette skema viser indmaden i en mejetærsker
- I en varmepumpe afgives varmen til inderdelen. – De eksterne dele, bestående af yderdelen og inderdelen, kan således variere.